# 克莱拉克 (滨海夏朗德省)
克莱拉克（法語：Clérac，法語發音：[kleʁak]）是法国滨海夏朗德省的一个市镇，位于该省南部偏东，属于容扎克区。

## 地理
克莱拉克（45°10'51"N, 0°13'40"W）面积43.08 平方千米，位于法国新阿基坦大区滨海夏朗德省，该省份为法国西部滨海省份，北起旺代省，西临大西洋，南至吉倫特省，东南接多爾多涅省，东北接德塞夫勒省接壤，东临夏朗德省。
与克莱拉克接壤的市镇（或旧市镇、城区）包括：贝德纳克、塞尔库、蒙吉永、奥里尼奥勒、圣马丹达里、圣皮埃尔迪帕莱、拉普亚德。

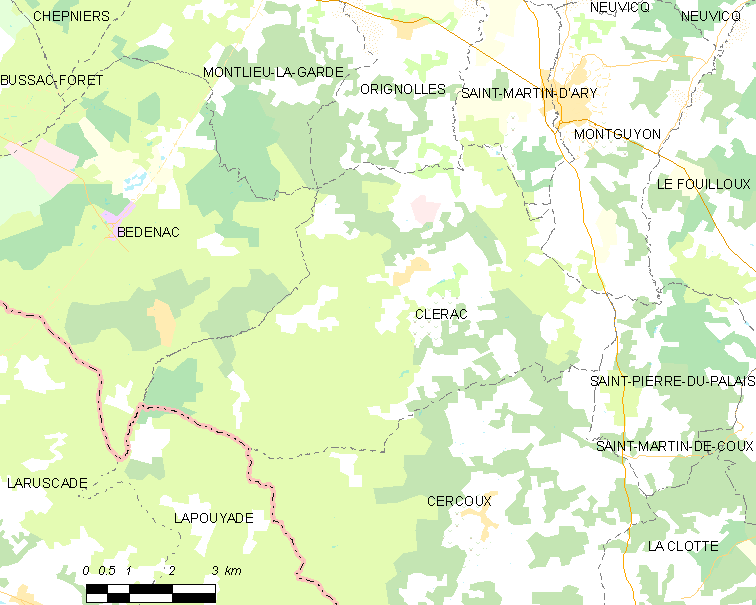
的OSM定位图

克莱拉克的时区为UTC+01:00、UTC+02:00（夏令时）。

## 行政
克莱拉克的邮政编码为17270，INSEE市镇编码为17110。

## 政治
克莱拉克所属的省级选区为三山县。

## 人口

1962-2008年间人口变化图示

克莱拉克于2022年1月1日时的人口数量为1026人。